# Phoneyusa rufa
Phoneyusa rufa är en spindelart som beskrevs av Lucien Berland 1914. Phoneyusa rufa ingår i släktet Phoneyusa och familjen fågelspindlar. Inga underarter finns listade i Catalogue of Life.